# 御霊信仰
御霊信仰（ごりょうしんこう）とは、人々を脅かすような天災や疫病の発生を、怨みを持って死んだり非業の死を遂げた人間の「怨霊」のしわざと見なして畏怖し、これを鎮めて「御霊」とすることにより祟りを免れ、平穏と繁栄を実現しようとする日本の信仰のことである。

## 霊とは
日本では、人が死ぬと魂が霊として肉体を離れるという考え方は、例えば縄文期に見られる屈葬の考え方のように、原始から存在していた。こうしたことから、「みたま」なり「魂」といった霊が人々に様々な災いを起こすことも、その頃から考えられていた。古代になると、政治的に失脚した者や、戦乱での敗北者などの霊が、その相手や敵に災いをもたらすという考え方から、平安期に御霊信仰というものが現れるようになった。

## 怨霊から御霊へ
政争や戦乱の頻発した古代期を通して、怨霊の存在はよりいっそう強力なものと考えられた。怨霊とは、政争での失脚者や戦乱での敗北者の霊、つまり恨みを残して非業の死をとげた者の霊である。怨霊は、その相手や敵などに災いをもたらす他、社会全体に対する災い（主に疫病の流行）をもたらす。古い例から見ていくと、藤原広嗣、井上内親王、他戸親王、早良親王などは亡霊になったとされる。こうした亡霊を復位させたり、諡号・官位を贈り、その霊を鎮め、神として祀れば、かえって「御霊」として霊は鎮護の神として平穏を与えるという考え方が平安期を通しておこった。これが御霊信仰である。また、その鎮魂のための儀式として御霊会（ごりょうえ）が宮中行事として行われた。記録上、最初に確認できる御霊会は、863年（貞観5年）5月20日に行われた神泉苑で行われたもの（日本三代実録）である。
この最初の御霊会で、崇道天皇（早良親王。光仁天皇の皇子）、伊予親王、藤原大夫人（藤原吉子、伊予親王の母）、橘大夫（橘逸勢）、文大夫（文屋宮田麻呂）、観察使（藤原仲成もしくは藤原広嗣） の六人が祭られた。後に、井上皇后（井上内親王。光仁天皇の皇后）、他戸親王（光仁天皇の皇子）、火雷天神（下御霊神社では6つの霊の荒魂であると解釈している。一般には菅原道真であるともいわれるが、道真が祀られるようになったのは御霊神社創設以降）、吉備聖霊（下御霊神社では6つの霊の和魂であると解釈している。吉備大臣吉備真備、もしくは吉備内親王、とも言われる）をくわえ、観察使と伊予親王が省かれた「八所御霊」として御霊神社（上御霊神社、下御霊神社）に祀られている。

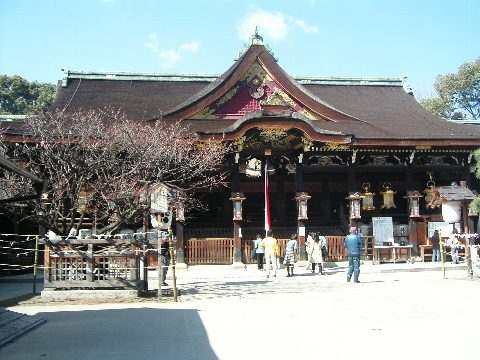
北野天満宮

御霊信仰が明確化するのは平安時代以降であるが、その上限がどこまでさかのぼれるかは、ひとによって理解が一定していない。史料的に確実な例としてあげられるのは、『続日本紀』の玄昉の卒伝にみえる藤原広嗣の怨霊であるが、それ以前については意見がわかれている。聖徳太子が怨霊であったとする梅原猛（『隠された十字架』）の説は証拠にとぼしいが、蘇我宗家（蘇我蝦夷・蘇我入鹿）の滅亡にその兆候がみとめられるとする八重樫直比古のような理解や、大津皇子にその発端をみる多田一臣らの説は、『扶桑略記』『薬師寺縁起』のように後世にくだる史料に拠らざるを得ない欠点はあるものの、一定の論拠を有している。また長屋王については寺崎保広（『人物叢書　長屋王』）が、天平7年（735）以降に大流行し、藤原四子らを死に追いやった天然痘と王の怨霊とが関連づけている。この長屋王に関しては藤原広嗣と時代も近い点からみて、ほぼ疑いないと思われる。ただし、本郷真紹のように、長屋王や広嗣の怨霊の記事は、『続日本紀』が平安時代の編纂までくだることから、この時代の潤色であるとみて、早良親王以前の怨霊の存在は認めがたいという見方もある。現状では、奈良以前の例については確証を得難いということになろう。
なお、小説家の井沢元彦は『逆説の日本史』において、古代の日本は中国文明の影響によって、子孫の祭祀の絶えた者が怨霊となるとして、これを「プレ怨霊信仰」と呼び、それが長屋王と藤原四子の事件により「冤罪で死んだ者が怨霊となる」という「日本的怨霊信仰」へと変化したと提唱している。ただし井沢の説は、定説として確定していない梅原の説をほぼ全面的に承認しての論である。
この古代の怨霊について論述したものはあまり多くはないが、『愚管抄』に「アラタニコノ怨霊モ何（いかに）モタダ道理ヲウル方ノコタウル事ニテ侍ナリ」とあり、また怨霊が現れるのは「意趣ヲムスビテ仇ニトリ」という形式を踏むとしている。すくなくとも慈円は怨霊というものは、現れるだけの理由があって現れるものであり、それは「意趣」を返すためであると論じている。慈円の認識が古代から中世の一般的な認識であったのかはわからないが、この叙述によれば、やはり怨霊というものは非業の死、恨みによって生まれるものと考えられていたということになる。平安時代から鎌倉時代にかけては崇徳上皇・藤原頼長（宇治の悪左府）、安徳天皇、後鳥羽上皇・順徳上皇、後醍醐天皇などが怨霊となったと怖れられ、朝廷や幕府は慰撫や慰霊のために寺社を建立している。
南北朝期を通して、こうした怨霊鎮魂は仏教的要素が強くなるが、それでも近世期の山家清兵衛（和霊神社）や佐倉宗吾（宗吾霊堂）などの祭神に見られるように、御霊信仰は衰退してはいなかった。それをもっとも端的に示すのが『太平記』であって、仏教的な影響を受けつつも、南北朝の動乱を怨霊の仕業とする立場を見せ、社会を変動させる原動力であるとみなしている。これは源平合戦などの世の乱れの一因に崇徳院の怨霊の影響があったとみる『保元物語』『平家物語』のありかたを一層、進展させたものと認められよう。
また、一般に御霊信仰の代表例として鎌倉権五郎（鎌倉景正）が語られることが多いが、彼は怨霊というよりは、超人的な英雄としての性格や祖霊信仰に基づく面が強いように考えられる。鎌倉権五郎に関しての話題は、民俗学的な面（一つ目小僧）からも見る必要がある。

## 祇園信仰

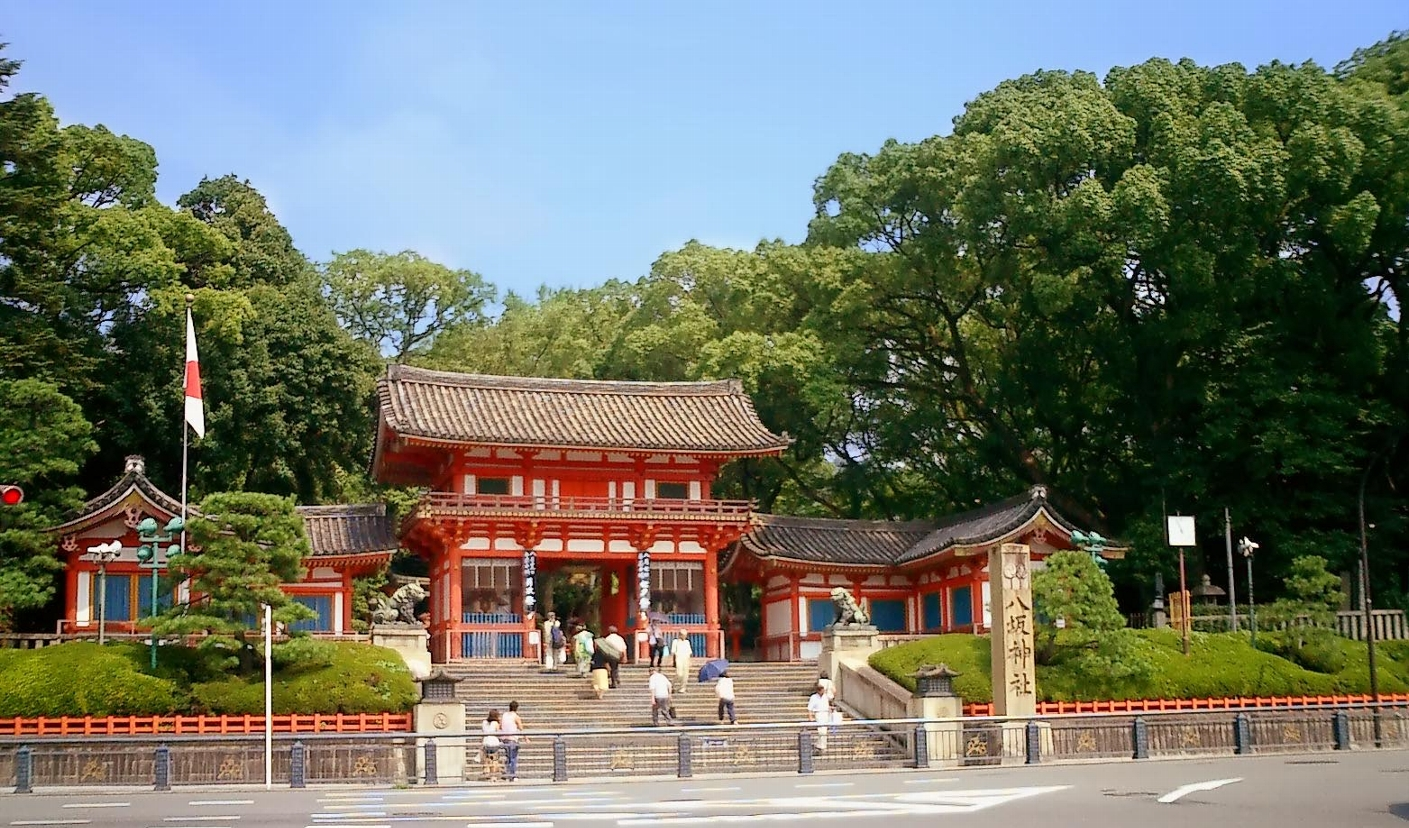
八坂神社

御霊信仰に関連するものとして、疫神信仰がある。これは、いわゆる疫病神の疱瘡神やかぜの神を祭ることによって、これを防ぐもので御霊信仰に類似するものがある。有名で全国的なものとしては、牛頭天王を祀る祇園信仰がある。牛頭天王は、疫病や災いをもたらすものとして、京都の八坂神社に祀られ、祇園信仰がおこった。全国で八坂神社、祇園神社、八雲神社を称する神社には、かつて牛頭天王が祀られた例が多い（それらは大抵、「○○天王」という別称をもつことが多い）。ただし、明治の宗教政策により、現在は素盞嗚尊を祭神としている場合がある。
現在の祇園祭もこの牛頭天王に対する信仰から起こったものである。

## その他
御霊の音が似ているために「五郎（ごろう）」の名を冠したものも多く見られ、鎌倉権五郎神社や鹿児島県大隅半島から宮崎県南部にみられる弥五郎どん祭りなどの例が挙げられる。
全国にある五郎塚などと称する塚（五輪塔や石などで塚が築いてある場合）は、御霊塚の転訛であるとされている。これも御霊信仰の一つである。
柳田國男は、曾我兄弟の墓が各地に散在している点について「御霊の墓が曾我物語の伝播によって曾我五郎の墓になったのではないか」という説を出している。
天皇は中世には祇園の御輿御所近くを通る際にはその怨霊を恐れて方違を行う慣例があった 。これは「祇園会方違」、「御霊会御方違行幸」、「方違行幸」などと言われ、特定の呼称はなかった 。ただし、この方違は単に激しい雑踏を避けるためのものであったとの異説もある 。
谷川健一著『祭りとしての安保』によれば、60年のデモは祝祭であり樺美智子の死は祭りの際の生贄で（但し、儀式としての葬式はデモ主催者によって却下されている）、その後の岸内閣の総辞職は時の為政者が御霊を恐れたためという。